# Bentleyville (Ohio)
Bentleyville é uma aldeia localizada no estado norte-americano do Ohio, no Condado de Cuyahoga.

## Demografia
Segundo o censo norte-americano de 2000, a sua população era de 947 habitantes. 
Em 2006, foi estimada uma população de 914, um decréscimo de 33 (-3.5%).

## Geografia
De acordo com o United States Census Bureau tem uma área de 6,8 km², dos quais 6,8 km² cobertos por terra e 0,0 km² cobertos por água.

## Localidades na vizinhança
O diagrama seguinte representa as localidades num raio de 8 km ao redor de Bentleyville. 